# 加布里埃尔·泽维尔·保罗·科尼格斯
加布里埃尔·泽维尔·保罗·柯尼格斯（Gabriel Xavier Paul Koenigs，1858年1月17日—1931年10月29日），法国数学家，主要研究分析学和几何学。他在一战后当选国际数学联盟执行委员会秘书长，利用职务之便，迫使曾与法国交战的国家无法进入数学大会。
1893 年获蓬塞莱奖。

## 生平
早年就读巴黎高等师范学院，1882年通过了博士论文《方正空间的无穷小性质》的答辩。次年在贝桑松科学学院担任“caïman”，后在图卢兹科学学院获得机械学讲师职位（1883年），随后在图卢兹科学学院担任分析学讲师（1885年）。1886年，他在法兰西学院获得了分析力学的教席，在那里任教，直到1895年他被任命为索邦大学的力学教授。1918年3月18日，当选法国科学院（机械部）院士。
柯尼格斯将分析力学中（来自于庞加莱的积分不变量理论）的某些结果用于他自己对热机的研究。除了力学和运动学，他还致力于数学分析（1884-85年，他在恩斯特-施罗德的研究启发下研究过解析函数的迭代）和微分几何；在后一个领域，他特别受到达布、费利克斯-克莱因和尤利乌斯-普吕克关于曲线坐标系的工作的影响。
他也曾参与编纂法文版的《数学百科全书》（Enzyklopädie der mathematischen Wissenschaften）。
第一次世界大战结束时，他被任命为新成立的国际数学联盟执行委员会的秘书长，而该联盟的成立是为了边缘化德国、奥地利、匈牙利等三国同盟势力在科学界的影响；他担任这一职务直到去世。他与其他法国数学家一起，在斯特拉斯堡（1920年）和多伦多（1924年）举行的国际数学家大会上成功地孤立了德国科学家；他们甚至考虑过要抵制博洛尼亚大会（1928年），但遭到了萨尔瓦托雷-平谢尔和其他同事的坚决反对。面对针对他的收复失地主义的批评，他不予理会，拒绝作出回应。

## 出版作品
- Koenigs G. Recherches sur les intégrals de certaines équations fontionnelles. Ann. École Normale, Suppl., 1884, (3)1.
- . A. Hermann. 1892.
- . Paris: Imp. nationale. 1894.
- . Gauthier-Villars. 1895.[2]
- . Paris: A. Hermann. 1897.[3]
- . A. Hermann. 1905.

## 扩展阅读
- 約翰·J·奧康納; 埃德蒙·F·羅伯遜, ,  （英语）